# Coca-Cola light
Coca-Cola light (ook bekend als Diet Coca-Cola, Diet Coke of Coca-Cola Light Taste) is een suikervrije frisdrank geproduceerd en gedistribueerd door The Coca-Cola Company. Het werd voor het eerst geïntroduceerd in de Verenigde Staten op 9 augustus 1982. Het is de eerste variant op de gewone Coca-Cola. 
In het Verenigd Koninkrijk bevat een blikje Coca Cola light slechts 5 kilojoules (1,3 kilocalorieën), in vergelijking met 595 kilojoules (142 kilocalorieën) voor een klassiek blikje Coca-Cola.

## Verschillende soorten
| Naam                                | Verkrijgbaar vanaf | Niet meer verkrijgbaar sinds | Beschrijving | Afbeelding |
| ----------------------------------- | ------------------ | ---------------------------- | --- | ---------- |
| Diet Coke/Diet Coca-Cola            | 1982               |                              | De eerste versie van Coca-Cola zonder suiker. |            |
| Caffeine-Free Diet Coke             | 1983               |                              | De eerste versie zonder cafeïne. |            |
| Diet Cherry Coke/Diet Coke Cherry   | 1986               |                              | Verkrijgbaar in de VS en het Verenigd Koninkrijk. Niet langer verkrijgbaar in Australië en Israël.                                                                              |            |
| Diet Coke met Citroen               | 2001               | 2005 in VS                   | Alleen verkrijgbaar in Oostenrijk, België, Brazilië, Canada, Bosnië en Herzegovina, Duitsland, Hongkong, Nederland, Zuid-Afrika, Spanje en Israël.                              |            |
| Diet Vanilla Coke/Diet Coke Vanilla | 2002               | 2005 in VS                   | Alleen verkrijgbaar in Hongkong, Nieuw-Zeeland, Australië, Canada en Bosnië en Herzegovina.                                                                                     |            |
| Diet Coke met Lime                  | 2004               |                              | Verkrijgbaar in de Verenigde Staten, het Verenigd Koninkrijk, Ierland, Finland, Zweden, Canada en Bosnië en Herzegovina. Het was ook verkrijgbaar voor een tijdje in Australië. |            |
| Diet Raspberry Coke                 | 2005               | 2006                         | Alleen verkrijgbaar in Nieuw-Zeeland en Bosnië en Herzegovina |            |
| Diet Coke (Gezoet met Splenda)      | 2005               |                              | Gezoet met Splenda. De drank bevat acesulfaam-K; aspartaam werd eerder gebruikt als zoetstof.                                                                                   |            |
| Coca-Cola Black Cherry Vanilla      | 2006               | 2007                         | Alleen verkrijgbaar in de Verenigde Staten en Bosnië en Herzegovina. |            |
| Coca-Cola light Sango               | 2005               |                              | Alleen verkrijgbaar in België, Frankrijk, Luxemburg, en Bosnië en Herzegovina.                                                                                                  |            |
| Diet Coke with Citrus Zest          | 2007               |                              | Alleen verkrijgbaar in Bosnië en Herzegovina en in het Verenigd Koninkrijk. |            |
| Diet Coke Plus/Coca Cola Light plus | 2007               |                              | Verkrijgbaar in veel Europese landen, VS en Brazilië |            |

## Namen voor Coca-Cola light in andere talen
- In de Verenigde Staten en de meeste Engels-sprekende landen, heet de frisdrank Diet Coke of Diet Coca-Cola.
- In de meeste landen van Europa is de naam Coca-Cola light, maar vaak aangeduid als Cola of Cola Light en Coca Light in Frankrijk.
- In Franstalig Canada, heet het Coca-Cola Diète of Cola-Diète.
- In Italië werd de naam Diet Coke gebruikt tussen 1983 en 1991.
- In Mexico, Centraal- en Zuid-Amerika en het grootste deel van het Caribisch gebied heet het Coca-Cola light. In Mexico werd het geïntroduceerd als Diet Coke in 1984, maar het werd omgedoopt tot Coca-Cola light in 1991.
- In Brazilië heet het Coca-Cola light. Maar het werd geïntroduceerd in 1985 als Coca-Cola Baixas Calorias, werd het omgedoopt tot Coca-Cola light in 1988.
- In het Midden-Oosten heet het Diet Coca-Cola.
- In Japan werd de frisdrank gelanceerd in 1984 als Coca-Cola light, later in 1999, werd omgedoopt tot Diet Coca-Cola, en sinds april 2007 is genoemd No Calorie Coca-Cola.
- In India heet het Diet Coke.
- In de meeste landen in Zuidoost-Azië, heet het Coca-Cola light of Coke Light.
- In 2008 werden in Australië de Diet Coke blikjes omgedoopt tot Diet Coca-Cola blikjes.
- In de Benelux en Duitsland heet het Light Taste Coca-Cola.

## Slogans

### 1982 - 2008
- "Just for the taste of it!" (1982)
- "The one of a kind" (1984)
- "Just for the taste of it!" (1986)
- "Taste it all!" (1993)
- "This Is Refreshment" (1995)
- "Just for the taste of it!" (1995)
- "You are what you drink" (1998)
- "Get the taste of it" (2000)
- "Live Your Life" (2001)
- "Do what feels good" (2002)
- "It's a Diet Coke thing" (2004)
- "Life is how you take it" (2005)
- "Light it up!" (2006)
- "Yours" (2007)
- "Enjoyment" (2007)
- "What life should be like." (2008)

### 2009
- "Just for the taste of it!" ()
- "Hello You..." ()

### 2010
- "I light it" ( 2010 - heden)
- "Stay Extraordinary" (2010 - heden)
- "Love it light" ( 2010 - 2013)

### 2013
- "Share a coke" ( 2013 - )

### 2016
- "taste the feeling" ( 2016 - heden)